# Tarenna crassifolia
Tarenna crassifolia är en måreväxtart som beskrevs av Henry Nicholas Ridley. Tarenna crassifolia ingår i släktet Tarenna och familjen måreväxter. Inga underarter finns listade i Catalogue of Life.